# Aleksandra Wsołek
Aleksandra Wsołek (15 de septiembre de 2001) es una deportista de Polonia que compite en atletismo. Ganó una medalla de bronce en el Campeonato Europeo de Atletismo Sub-20 de 2019, en la prueba de 4 × 400 m.